# Zbożenna
Zbożenna – wieś w Polsce położona w województwie mazowieckim, w powiecie przysuskim, w gminie Przysucha. Zbożenna położona jest 37 km na zachód od Radomia przy drodze krajowej nr 12.
Wieś ma status sołectwa.
Prywatna wieś szlachecka Zborzona, położona była w drugiej połowie XVI wieku w powiecie radomskim województwa sandomierskiego. 
W latach 1975–1998 miejscowość administracyjnie należała do województwa radomskiego.
Wierni Kościoła rzymskokatolickiego należą do parafii św. Szczepana w Skrzynnie.

## Zabytki
We wsi znajduje się późnoklasycystyczny dwór z XVIII w. Zbudował go starosta Karol Szydłowski, który nabył posiadłość w Zbożennej od rodziny Duninów. W przydworskim parku wybudował kaplicę i teatr oraz zorganizował zwierzyniec. Utrzymywana była również nadworna orkiestra. Był to okres największej świetności tych dóbr. Budynek w XIX w. był wielokrotnie przebudowywany, ostateczny swój kształt zawdzięcza przebudowie w latach dwudziestych zeszłego wieku. Do wnętrza wchodzi się przez dębowy wiatrołap. Nad drzwiami do salonu umieszczona jest tablica, na której spisano historię dworu w Zbożennie. Obecnie dwór pełni funkcje hotelowe.